# Ruth Matthes
Ruth Matthes, conocida como Ruthie Matthes (Sun Valley, 11 de noviembre de 1965), es una deportista estadounidense que compitió en ciclismo de montaña en la disciplina de campo a través. Ganó cinco medallas en el Campeonato Mundial de Ciclismo de Montaña entre los años 1990 y 1996.

## Palmarés internacional
| Campeonato Mundial | Campeonato Mundial       | Campeonato Mundial | Campeonato Mundial |
| Año                | Lugar                    | Medalla            | Competición        |
| ------------------ | ------------------------ | ------------------ | ------------------ |
| 1990               | Durango (Estados Unidos) | Medalla de bronce  | Campo a través     |
| 1991               | Barga (Italia)           | Medalla de oro     | Campo a través     |
| 1992               | Bromont (Canadá)         | Medalla de bronce  | Campo a través     |
| 1993               | Métabief (Francia)       | Medalla de bronce  | Campo a través     |
| 1996               | Cairns (Australia)       | Medalla de plata   | Campo a través     |

## Palmarés
1990
- Campeonato de Estados Unidos en Ruta

1991
- 3.º en el Campeonato de Estados Unidos en Ruta